# Székó
Székó (szlovákul: Sejkov, ukránul: Szejkov) község Szlovákiában, a Kassai kerület Szobránci járásában.

## Fekvése
Ungvártól 8 km-re, északnyugatra fekszik.

## Története
A régészeti leletek tanúsága szerint területén már a kőkorszakban is éltek emberek.
A mai települést 1412-ben említik először. Több nemesi család birtoka volt. 1427-ben 21 adózója lakta. 1599-ben 25 adózót számoltak itt. Később, főként a 18. század elején a háborúk és járványok következtében a falu elnéptelenedett. 1715-ben és 1720-ban egyaránt puszta volt és csak a század közepén telepítették újra.
A 18. század végén, 1799-ben Vályi András így ír róla: „SZEKŐ. Tót falu Ungvár Várm. földes Urai több Urak, lakosai katolikusok, és másfélék; fekszik Tenkéhez közel, mellynek filiája; határja középszerű.”
1828-ban 35 házában 366 lakos élt. Fényes Elek 1851-ben kiadott geográfiai szótárában így ír a faluról: „Székó orosz-tót falu, Ungh vmegyében, Unghvárhoz északra 1 1/2 mfdnyire: 143 r., 230 g. kath., 7 ref., 23 zsidó lak. F. u. Pribék, Ibrányi, s. m.”
A trianoni diktátumig Ung vármegye Ungvári járásához tartozott, majd az újonnan létrehozott csehszlovák államhoz csatolták. 1938 és 1945 között ismét Magyarország része.
Határában egykor lignitet bányásztak.

## Népessége
| Év:            | 1994. | 2004.   | 2014.   | 2024.   |
| -------------- | ----- | ------- | ------- | ------- |
| Emberek száma: | 217   | 201     | 207     | 197     |
| Eltérés:       |       | -7,37 % | +2,98 % | -4,83 % |

| Év:            | 2023. | 2024. |
| -------------- | ----- | ----- |
| Emberek száma: | 197   | 197   |
| Eltérés:       |       | +0 %  |

1910-ben 430, túlnyomórészt szlovák anyanyelvű lakosa volt.
2001-ben 206 lakosa volt.
2011-ben 194 lakosából 162 szlovák volt.

## Nevezetességei
- Jézus Szíve tiszteletére szentelt, római katolikus temploma 1894-ben épült neogótikus stílusban.
- Ortodox temploma 1908-ban épült neobarokk stílusban.
- A községben meleg vizű forrás található.